# 横瀬貞臣
横瀬 貞臣（よこせ さだおみ）は、江戸時代中期の高家旗本・歌人。高家横瀬家（表高家）4代当主。官位は従四位下・侍従・駿河守。近世武家三歌人の筆頭とされる。

## 略歴
享保18年（1733年）、横瀬貞国の次男として誕生。実兄・横瀬貞隆の末期養子となる。
宝暦13年（1753年）2月15日、10代将軍・徳川家治に御目見する。明和2年（1765年）3月7日、家督を相続する。安永2年（1773年）8月12日、高家職に就き、従五位下・侍従・駿河守に叙任する。後に従四位下に昇進する。寛政12年（1800年）10月25日、死去。享年68。
寛政6年（1794年）閏11月3日、11代将軍・徳川家斉に命じられ、鉢に植えた梅を題にした和歌を数首詠み献じるなど、寛政期の歌人として知られている。歌道に精通していたことは、高家として朝廷と交渉する立場上、非常に有利に働いたとされる。
娘の千枝子や美弥子らも歌を能くした。

## 歌人
貞臣は同じく幕臣の石野広通・内藤正範と共に近世武家三歌人の筆頭に名が挙げられている。冷泉家に入門し冷泉流の歌道を極め、また、武家随一の定家様の書き手であった。

## 系譜
- 父：横瀬貞国（1687-1734）
- 母：不詳
- 養父：横瀬貞隆（1718-1765）
- 正室：織田信錦養女 - 平岩親教娘
- 継室：松田勝易養女
- 生母不明の子女
  - 長男：横瀬貞樹 - 夭折
  - 次男：横瀬貞径
  - 女子：千枝子
  - 女子：美弥子